# Danh sách Nữ viện (Nhật Bản)
- Đông Tam Điều viện (Higashi-sanjō In (東三条院): tức Fujiwara no Senshi (藤原詮子) - phối ngẫu của Thiên hoàng En'yū
- Thượng Đông Môn viện (Jōtō-mon In (上東門院): tức Fujiwara no Shōshi (藤原彰子) (988-1074) - phối ngẫu của Thiên hoàng Ichijō
- Dương Minh Môn viện (Yōmei-mon In (陽明門院): tức Nội Thân vương Teishi (禎子内親王) (1013-1094) - phối ngẫu của Thiên hoàng Go-Suzaku
- Nhị Điều viện (Nijō In (二条院): tức Nội Thân vương Shōshi (章子内親王) (1026-1105) - phối ngẫu của Thiên hoàng Go-Reizei
- Úc Phương Môn viện (Ikuhō-mon In (郁芳門院): tức Nội Thân vương Teishi/Yasuko (媞子内親王) (1076-1096) - chuẩn mẫu (准母) của Thiên hoàng Horikawa
- Đãi Hiền Môn viện (Taiken-mon In (待賢門院):tức Fujiwara no Shōshi/Tamako (藤原璋子) (1101-1145) - phối ngẫu của Thiên hoàng Toba
- Cao Dương viện (Kaya no In (高陽院): tức Fujiwara no Yasuko (藤原泰子) (1095-1156) - phối ngẫu của Thiên hoàng Toba
- Bỉ Phúc Môn viện (Bifuku-mon In (美福門院): tức Fujiwara no Nariko (藤原得子) (1117-1160) - phối ngẫu của Thiên hoàng Toba
- Hoằng Hóa Môn viện (Kōka-mon In (皇嘉門院): tức Fujiwara no Kiyoko (藤原聖子) (1121-1182) - phối ngẫu của Thiên hoàng Sutoku
- Thượng Tây Môn viện (Jōsai-mon In (上西門院): tức Nội Thân vương Tōshi/Muneko (統子内親王) - Hoàng hậu trên danh nghĩa
- Bát Điều viện (Hachijō In (八条院): Nội Thân vương Akiko (暲子内親王) (1137-1211), con gái của Thiên hoàng Toba
- Cao Tùng viện (Takamatsu In (高松院):Nội Thân vương Yoshiko (姝子内親王) (1141-1176) - phối ngẫu củaThiên hoàng Nijō
- Cửu Điều viện (Kujō In (九条院): tức Fujiwara no Teishi/Shimeko (藤原呈子) (1131-1176) - phối ngẫu của Thiên hoàng Konoe
- Kiến Xuân Môn viện (Kenshun-mon In (建春門院): Taira no Shigeko (平滋子) (1142-1176) - phối ngẫu của Thiên hoàng Go-Shirakawa (mẹ của Thiên hoàng Takakura)
- Kiến Lễ Môn viện (Kenrei-mon In (建礼門院): Taira no Tokushi/Noriko (平徳子) (1155-1214) -phối ngẫu của  Thiên hoàng Takakura (mẹ của Thiên hoàng Antoku)
- Yên Phú Môn viện (Inbu-mon In (殷富門院):Nội Thân vương Sukeko (亮子内親王) (1147-1216) -chuẩn mẫu (准母) củaThiên hoàng Antoku và Thiên hoàng Go-Toba
- Thất Điều viện (Shichijō In (七条院): Fujiwara no Shokushi/Taneko (藤原殖子) (1157-1228) - phối ngẫu của Thiên hoàng Takakura (mẹ của Thiên hoàng Go-Toba)
- Tuyên Dương Môn viện (Sen'yō-mon In (宣陽門院): Nội Thân vương Akiko/Kinshi (覲子内親王) (1181-1252), con gái của Thiên hoàng Go-Shirakawa
- Nghị Thu Môn viện (Gishū-mon In (宜秋門院): Fujiwara no Ninshi/Tōko (藤原任子) (1173-1240) - phối ngẫu của Thiên hoàng Go-Toba
- Thừa Minh Môn viện (Shōmei-mon In (承明門院): Minamoto no Zaishi/Ariko (源在子) (1171-1257) - phối ngẫu của Thiên hoàng Go-Toba (mẹ của Thiên hoàng Tsuchimikado)
- Phường Môn viện (Bōmon In (坊門院): Nội Thân vương Noriko (範子内親王) (1177-1210)-chuẩn mẫu (准母) của Thiên hoàng Tsuchimikado
- Tu Minh Môn viện (Shumei-mon In (修明門院): Fujiwara no Jūshi/Shigeko (藤原重子) (1182-1264) - phối ngẫu của Thiên hoàng Go-Toba (mẹ của Thiên hoàng Juntoku)
- Xuân Hoa Môn viện (Shunka-mon In (春華門院): Nội Thân vương Shōshi (昇子内親王) (1195-1211) - chuẩn mẫu(准母) của Thiên hoàng Juntoku
- Âm Minh Môn viện (Immei-mon In (陰明門院): Fujiwara no Reishi (藤原麗子) (1185-1243) -phối ngẫu của Thiên hoàng Tsuchimikado
- Gia Dương Môn viện (Kayō-mon In (嘉陽門院): Nội Thân vương Reishi (礼子内親王) (1200-1272), con gái của Thiên hoàng Go-Toba
- Đông Nhất Điều viện (Higashi-ichijō In (東一条院): Fujiwara no Ritsushi (藤原立子) (1192-1248) - phối ngẫu của Thiên hoàng Juntoku
- Bắc Bạch Hà viện (Kita-shirakawa In (北白河院): Fujiwara no Nobuko/Chinshi (藤原陳子) (1173-1238) - phối ngẫu của Thiên hoàng Go-Takakura (mẹ của Thiên hoàng Go-Horikawa)
- An Gia Môn viện (Anka-mon In (安嘉門院):Nội Thân vương Hōshi/Kuniko (邦子内親王) (1209-1283) - chuẩn mẫu (准母) của Thiên hoàng Go-Horikawa
- An Hỉ Môn viện (Anki-mon In (安喜門院): Fujiwara no Ariko (藤原有子) (1207-1286) - phối ngẫu của Thiên hoàng Go-Horikawa
- Ưng Tư viện (Takatsukasa In (鷹司院): Fujiwara no Chōshi (藤原長子) (1218-1275) - phối ngẫu của Thiên hoàng Go-Horikawa
- Tảo Bích Môn viện (Sōheki-mon In (藻璧門院): Fujiwara no Shunshi/Yoshiko (藤原竴子) (1209-1233) - phối ngẫu của Thiên hoàng Go-Horikawa
- Minh Nghĩa Môn viện (Meigi-mon In (明義門院): Nội Thân vươngTeishi (諦子内親王) (1217-1243), con gái của Thiên hoàng Juntoku
- Thức Kiền Môn viện (Shikiken-mon In (式乾門院): Nội Thân vương Rishi (利子内親王) (1197-1251) -chuẩn mẫu (准母) của Thiên hoàng Shijō
- Tuyên Nhân Môn viện (Sennin-mon In (宣仁門院): Fujiwara no Hiroko (藤原彦子) (1227-1262) - phối ngẫu của Thiên hoàng Shijō
- Chinh Thân viện (Ōgimachi In (正親町院): Nội Thân vương Akiko (覚子内親王) (1213-1285), con gái củaThiên hoàng Tsuchimikado
- Thất Đinh viện (Muromachi In (室町院): Nội Thân vương Kishi (暉子内親王) (1228-1300), con gái của Thiên hoàng Go-Horikawa
- Đại Cung viện (Ōmiya In (大宮院): Fujiwara no Kitsushi/Yoshiko (藤原姞子) (1225-1292) - phối ngẫu của Thiên hoàng Go-Saga
- Tiên Hoa Môn viện (Senka-mon In (仙華門院):Nội Thân vương Teruko (曦子内親王) (1224-1262) - Hoàng hậu trên danh nghĩa
- Vĩnh An Môn viện (Eian-mon In (永安門院): Nội Thân vương Jōshi (穠子内親王) (1216-1279), con gái của Thiên hoàng Juntoku
- Thần Tiên Môn viện (Shinsen-mon In (神仙門院): Nội Thân vương Taishi (体子内親王) (1231-1302), con gái của Thiên hoàng Go-Horikawa
- Đông Nhị Điều viện (Higashi-nijō In (東二条院): Fujiwara no Kōshi/Kimiko (藤原公子) (1232-1304) - phối ngẫu của  Thiên hoàng Go-Fukakusa
- Hòa Đức Môn viện (Watoku-mon In (和徳門院): Nội Thân vương Gishi (義子内親王) (1234-1290), con gái của Thiên hoàng Chūkyō
- Nguyệt Hoa Môn viện (Gekka-mon In (月華門院): Nội Thân vương Sōshi (綜子内親王) (1247-1269), con gái của Thiên hoàng Go-Saga
- Kim Xuất Hà viện (Imadegawa In (今出河院): Fujiwara no Kishi (藤原嬉子) (1252-1318) - phối ngẫu của Thiên hoàng Kameyama
- Kinh Cực viện (Kyōgoku In (京極院): Fujiwara no Saneko (藤原佶子) (1245-1272) -phối ngẫu của Thiên hoàng Kameyama
- Tân Dương Minh Môn viện (Shin-Yōmei-mon In (新陽明門院): Fujiwara no Ishi (藤原位子) (1262-1296) - phối ngẫu của Thiên hoàng Kameyama
- Diên Chính Môn viện (Ensei-mon In (延政門院): Nội Thân vương Etsushi (悦子内親王) (1259-1332), con gái của Thiên hoàng Go-Saga
- Huyền Huy Môn viện (Genki-mon In (玄輝門院): Fujiwara no Shizuko (藤原愔子) (1246-1329) -phối ngẫu của Thiên hoàng Go-Fukakusa (mẹ của Thiên hoàng Fushimi)
- Ngũ Điều viện (Gojō In (五条院): Nội Thân vương Ekishi (懌子内親王) (1262-1294) -phối ngẫu của Thiên hoàng Kameyama
- Du Nghĩa Môn viện (Yūgi-mon In (遊義門院): Nội Thân vương Reishi (姈子内親王) (1270-1307) -Hoàng hậu trên danh nghĩa
- Vĩnh Dương Môn viện (Eiyō-mon In (永陽門院): Nội Thân vương Hisako (久子内親王) (1272-1346), con gái của Thiên hoàng Go-Fukakusa
- Chiêu Khánh Môn viện (Shōkei-mon In (昭慶門院): Nội Thân vương Kishi (憙子内親王) (1270-1324), con gái của Thiên hoàng Kameyama
- Vĩnh Phúc Môn viện (Eifuku-mon In (永福門院): Fujiwara no Shōshi (1271-1342) -phối ngẫu của Thiên hoàng Fushimi
- Chiêu Huấn Môn viện (Shōkin-mon In (昭訓門院): Fujiwara no Eishi (藤原瑛子) (1273-1336) - phối ngẫu của Thiên hoàng Kameyama
- Vĩnh Gia Môn viện (Eika-mon In (永嘉門院):Công chúa Zuishi (瑞子女王) (1272-1329) -phối ngẫu của  Thiên hoàng Go-Uda
- Dương Đức Môn viện (Yōtoku-mon In (陽徳門院): Nội Thân vương Eishi (媖子内親王) (1228-1352), con gái của Thiên hoàng Go-Fukakusa
- Chương Nghĩa Môn viện (Shōgi-mon In (章義門院): Nội Thân vương Yoshi (誉子内親王) (?-1336), con gái của Thiên hoàng Fushimi
- Tây Hoa Môn viện (Seika-mon In (西華門院): Minamoto no Motoko (源基子) (1269-1355) - phối ngẫu của Thiên hoàng Go-Uda (mẹ của Thiên hoàng Go-Nijō)
- Quảng Nghĩa Môn viện (Kōgi-mon In (広義門院): Fujiwara no Yasuko/Neishi (藤原寧子) (1292-1357) - phối ngẫu của Thiên hoàng Go-Fushimi
- Chương Thiện Môn viện (Shōzen-mon In (章善門院): Nội Thân vương Eishi (永子内親王) (?-1338), con gái của Thiên hoàng Go-Fukakusa
- Sóc Bình Môn viện (Sakuhei-mon In (朔平門院): Nội Thân vương Jushi (璹子内親王) (1287-1310), con gái của Thiên hoàng Fushimi
- Trường Nhạc Môn viện (Chōraku-mon In (長楽門院): Fujiwara no Kinshi (藤原忻子) (1283-1352) - phối ngẫu của Thiên hoàng Go-Nijō
- Diên Minh Môn viện (Enmei-mon In (延明門院): Nội Thân vương Nobuko (延子内親王) (1291-?),con gái của Thiên hoàng Fushimi
- Đàm Thiên Môn viện (Danten-mon In (談天門院): Fujiwara no Tadako (藤原忠子) (1268-1319) - phối ngẫu của Thiên hoàng Go-Uda (mẹ của Thiên hoàng Go-Daigo)
- Đạt Trí Môn viện (Tacchi-mon In (達智門院):Nội Thân vương Shōshi (奬子内親王) (1286-1348) - Hoàng hậu trên danh nghĩa
- Mặc Thu Môn viện (Banshū-mon In (万秋門院): Fujiwara no Tamako (藤原頊子) (1268-1336) - Phối ngẫu của Thiên hoàng Go-Nijō
- Thọ Thành Môn viện (Jusei-mon In (寿成門院):Nội Thân vương Sōshi (1302-1362), con gái của Thiên hoàng Go-Nijō
- Hiển Thân Môn viện (Kenshin-mon In (顕親門院): Fujiwara no Kishi/Sueko (藤原季子) (1265-1336) - phối ngẫu của Thiên hoàng Fushimi (mẹ của Thiên hoàng Hanazono)
- Sùng Minh Môn viện (Sumei-mon In (崇明門院): Nội Thân vương Baishi (禖子内親王) (ca.1300-?) - phối ngẫu của Thân vương Kuninaga (邦良親王)
- Lễ Thành Môn viện (Reisei-mon In (礼成門院): Fujiwara no Kishi (藤原禧子) (1303-1333) - phối ngẫu của Thiên hoàng Go-Daigo (được Thiên hoàng phong làm Hoàng hậu,sau là Go-Kyōgoku In)
- Hậu Kinh Cực viện (Go-Kyōgoku In (後京極院): Fujiwara no Kishi (藤原禧子) (1303-1333) - phối ngẫu của Thiên hoàng Go-Daigo (truy phong)
- Tuyên Chính Môn viện (Sensei-mon In (宣政門院): Nội Thân vương Kanshi (懽子内親王) (1315-1362) - phối ngẫu của Thiên hoàng Kōgon
- Chương Đức Môn viện (Shōtoku-mon In (章徳門院): Nội Thân vương Koshi (璜子内親王) (?-?), con gái củaThiên hoàng Go-Fushimi
- Tân Thất Đinh viện (Shin-Muromachi In (新室町院): Nội Thân vương Junshi (珣子内親王) (1311-1337) - phối ngẫu của Thiên hoàng Go-Daigo
- Huy An Môn viện (Kian-mon In (徽安門院): Nội Thân vương Jushi (寿子内親王) (1318-1358) - phối ngẫu của Thiên hoàng Kōgon
- Tuyên Quang Môn viện (Senko-mon In (宣光門院): Fujiwara no Jitsushi (藤原実子) (1297-1360) - phối ngẫu của Thiên hoàng Hanazono
- Tân Đãi Hiền Môn viện (Shin-Taiken-mon In (新待賢門院): Fujiwara no Renshi (藤原廉子) (1301-1359) - phối ngẫu của Thiên hoàng Go-Daigo (mẹ của Thiên hoàng Go-Murakami)
- Dương Lộc Môn viện ( Yōroku-mon In (陽禄門院): Fujiwara no Hideko (藤原秀子) (1311-1352) - phối ngẫu của Thiên hoàng Kōgon (mẹ của Thiên hoàng Sukō và Thiên hoàng Go-Kōgon)
- Gia Hỉ Môn viện (Kaki-mon In (嘉喜門院): Fujiwara no Katsuko (藤原勝子) (?-?) -phối ngẫu của Thiên hoàng Go-Murakami (mẹ của Thiên hoàng Chōkei và Thiên hoàng Go-Kameyama)
- Tân Tuyên Dương Môn viện (Shin-Sen'yō-mon In (新宣陽門院):Nội Thân vương Noriko (憲子内親王) (1343-1391), con gái của Thiên hoàng Go-Murakami
- Sùng Hiền Môn viện (Sūken-mon In (崇賢門院): Ki no Nakako (紀仲子) - phối ngẫu của Thiên hoàng Go-Kōgon (mẹ của Thiên hoàng Go-En'yū)
- Thông Dương Môn viện (Tsūyō-mon In (通陽門院): Fujiwara no Genshi/Takako (藤原厳子) - phối ngẫu của Thiên hoàng Go-En'yū (mẹ của Thiên hoàng Go-Komatsu)
- Bắc Sơn viện (Kitayama In (北山院): Fujiwara no Yasuko (藤原康子) (1369-1419) -vợ của Ashikaga Yoshimitsu (chuẩn mẫu (准母) của Thiên hoàng Go-Komatsu)
- Quang Phạm Môn viện (Kōhan-mon In (光範門院): Fujiwara no Sukeko (藤原資子) (1384-1440) - phối ngẫu của Thiên hoàng  Go-Komatsu (mẹ của Thiên hoàng Shōkō)
- Phu Chính Môn viện (Fusei-mon In (敷政門院): Minamoto no Yukiko (源幸子) (1390-1448) - phối ngẫu của Thiên hoàng Go-Sukō (mẹ của Thiên hoàng Go-Hanazono)
- Gia Nhạc Môn viện (Karaku-mon In (嘉楽門院): Fujiwara no Nobuko (藤原信子) (1411-1488) - phối ngẫu của Thiên hoàng Go-Hanazono (mẹ của Thiên hoàng Go-Tsuchimikado)
- Phong Nhạc Môn viện (Buraku-mon In (豊楽門院): Fujiwara no Fujiko (藤原藤子) (1464-1535) - phối ngẫu của Thiên hoàng Go-Kashiwabara (mẹ của Thiên hoàng Go-Nara)
- Cát Đức Môn viện (Kittoku-mon In (吉徳門院): Fujiwara no Eishi (藤原栄子) (?-1522) - phối ngẫu của Thiên hoàng Go-Nara (mẹ của Thiên hoàng Ōgimachi)
- Tân Thượng Đông Môn viện (Shin-Jōtō-mon In (新上東門院): Fujiwara no Haruko (藤原晴子) (1553-1620) - phối ngẫu của Thiên hoàng Yōkō (mẹ của Thiên hoàng Go-Yōzei)
- Trung Hòa Môn viện (Chūka-mon In (中和門院): Fujiwara no Sakiko (藤原前子) (1575-1630) -phối ngẫu của Thiên hoàng Go-Yōzei (mẹ của Thiên hoàng Go-Mizunoo)
- Đông Phúc Môn viện (Tōfuku-mon In (東福門院): Minamoto no Masako (源和子) (1607-1678) -phối ngẫu của Thiên hoàng Go-Mizunoo (mẹ của Thiên hoàng Meishō)
- Nhâm Sinh viện (Mibu In (壬生院): Fujiwara no Mitsuko (藤原光子) (1602-1656) - phối ngẫu của Thiên hoàng Go-Mizunoo (mẹ của Thiên hoàng Go-Kōmyō)
- Tân Quảng Nghĩa Môn viện (Shin-Kogi-mon In (新広義門院): Fujiwara no Kuniko (藤原国子) (1624-1677) - phối ngẫu của Thiên hoàng Go-Mizunoo (mẹ của Thiên hoàng Reigen)
- Phùng Xuân Môn viện (Ōshun-mon In (逢春門院): Fujiwara no Takako (藤原隆子) (1604-1685) - phối ngẫu của Thiên hoàng Go-Mizunoo (mẹ của Thiên hoàng Gosai)
- Tân Thượng Tây Môn viện (Shin-Jōsai-mon In (新上西門院): Fujiwara no Fusako (藤原房子) (1653-1712) - phối ngẫu của Thiên hoàng Reigen
- Thừa Thu Môn viện (Shōshū-mon In (承秋門院): Yukiko (幸子女王) (1681-1720) - phối ngẫu của Thiên hoàng Higashiyama
- Tân Sùng Hiền Môn viện (Shin-Sūken-mon In (新崇賢門院): Fujiwara no Yoshiko (藤原賀子) (1675-1710) - phối ngẫu của Thiên hoàng Higashiyama (mẹ của Thiên hoàng Nakamikado)
- Kính Pháp Môn viện (Keihō-mon In (敬法門院): Fujiwara no Muneko (藤原宗子) (1657-1732) - phối ngẫu của Thiên hoàng Reigen (mẹ của Thiên hoàng Higashiyama)
- Tân Trung Hòa Môn viện (Shin-Chūka-mon In (新中和門院): Fujiwara no Hisako (藤原尚子) (1702-1720) - phối ngẫu của Thiên hoàng Nakamikado (mẹ của Thiên hoàng Sakuramachi)
- Lễ Thành Môn viện (Reisei-mon In (礼成門院):Nội Thân vương Takako (孝子内親王) (1650-1725), con gái của Thiên hoàng Go-Kōmyō
- Thanh Ỷ Môn viện (Seiki-mon In (青綺門院): Fujiwara no Ieko (藤原舎子) (1716-1790) - phối ngẫu của Thiên hoàng Sakuramachi (mẹ của Thiên hoàng Go-Sakuramachi)
- Khai Minh Môn viện (Kaimei-mon In (開明門院): Fujiwara no Sadako (藤原定子) (1717-1789) - phối ngẫu của Thiên hoàng Sakuramachi (mẹ của Thiên hoàng Momozono)
- Cung Lễ Môn viện (Kyōrei-mon In (恭礼門院): Fujiwara no Tomiko (藤原富子) (1743-1795) - phối ngẫu của Thiên hoàng Momozono (mẹ của Thiên hoàng Go-Momozono)
- Thịnh Hóa Môn viện (Seika-mon In (盛化門院): Fujiwara no Koreko (藤原維子) (1759-1783) - phối ngẫu của Thiên hoàng Go-Momozono
- Tân Hoằng Hóa Môn viện (Shin-Koka-mon In (新皇嘉門院): Fujiwara no Tsunako (藤原繋子) (1798-1823) - phối ngẫu của Thiên hoàng Ninkō (truy phong)
- Tân Thanh Hòa viện (Shin-Seiwa In (新清和院):Nội Thân vương Yoshiko (欣子内親王) (1779-1846) - phối ngẫu của Thiên hoàng Kōkaku
- Higashi-kyogoku In (東京極院): Fujiwara no Tadako (藤原婧子) (1780-1843) - consort of Emperor Kōkaku (mẹ của Thiên hoàng Ninkō)
- Tân Sóc Bình Môn viện (Shin-Sakuhei-mon In (新朔平門院): Fujiwara no Yasuko (藤原祺子) (1811-1847) - phối ngẫu của Thiên hoàng Ninkō
- Tân Đãi Hiền Môn viện (Shin-Taiken-mon In (新待賢門院): Fujiwara no Naoko (藤原雅子) (1803-1856) - phối ngẫu của Thiên hoàng Ninkō (mẹ của Thiên hoàng Kōmei)